# Pilea brachypila
Pilea brachypila es una especie de planta del género Pilea, perteneciente a la familia Urticaceae.

## Taxonomía
Pilea brachypila fue descrita por Ignatz Urban en 1912.

## Distribución
Se encuentra en el territorio de República Dominicana.